# Praia da Ribeira Brava
Praia da Ribeira Brava
A Praia da Ribeira Brava é uma praia de Portugal, localizada na Ilha da Madeira.
No coração da vila que lhe dá o nome, a praia da Ribeira Brava oferece boas condições aos amantes do mar e do sol. Feita de calhau, possui dois campos de areia (para futebol e andebol/voleibol), caiaques, restaurante e bar, nadador-salvador e duas piscinas (embora de tamanho reduzido), uma para adultos e outra para crianças, bem como outras infra-estruturas de apoio. Tem bandeira azul.